# Pierre Declercq
Pierre Declercq (Halluin, 30 de maig de 1938 - Nouméa, 19 de setembre de 1981) fou un polític neocaledonià, militant del partit independentista i d'esquerres Unió Caledoniana i membre de l'Assemblea Territorial de Nova Caledònia entre 1977 i 1981. Fou assassinat al seu domicili sense que es conegués ni es reivindiqués la seva autoria.

## Trajectòria
Nascut el 30 de maig de 1938 al municipi d'Halluin, treballà de docent a l'Escola del Sagrat Cor de Tourcoing, també al nord de França. L'any 1968 arribà a Nova Caledònia després d'un servei militar en cooperació l'any 1965. Esdevingué secretari general del partit polític Unió Caledoniana l'any 1977 i càrrec electe a l'Assemblea Territorial de Nova Caledònia entre 1977 i 1981.
Fou rebut pel president de la República francesa François Mitterrand el 23 de juliol de 1981 amb una delegació de la Unió Caledoniana. Fou assassinat el 19 de setembre de 1981 al seu domicili del districte de Robinson, al municipi de Nouméa, quan li dispararen un tret de fusell per la finestra. Deixà en vida a la seva esposa Maguitte i tres filles: Marie-Ancilla, Stéphanie i Pauline, de 13, 11 i 9 anys respectivament. Després d'una recerca, sovint titllada de supèrflua, no s'identificaren ni capturaren els seus assassins.